# Agricultura en Uruguay

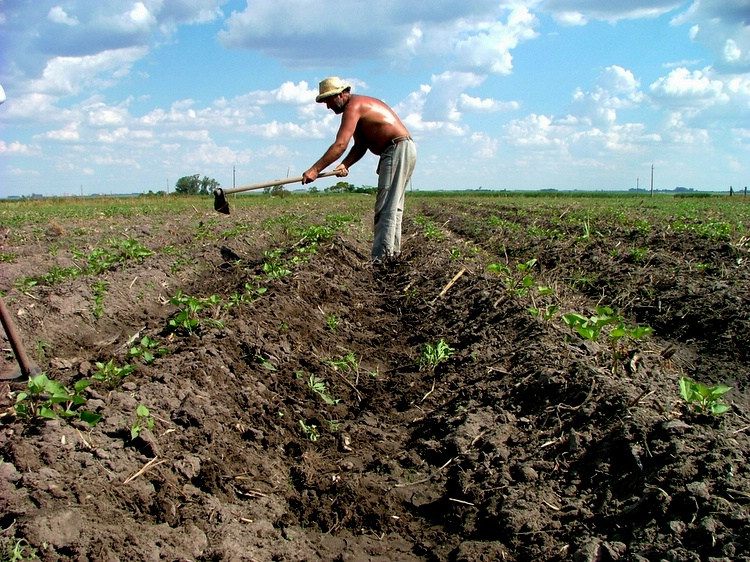
Hombre arando el campo en Bella Unión, Artigas, Uruguay

La agricultura en Uruguay se basa principalmente en la producción de granos (como el trigo, cebada, maíz, sorgo, avena, colza, arroz, soja, caña de azúcar y remolacha azucarera), oleaginosos (como el girasol y lino) y forrajeras como las papas, además de la cadena de soja en su conjunto. En la zafra 2019/20, la soja fue el mayor cultivo en términos de área sembrada con alrededor de 917 mil hectáreas plantadas, representando el 57,4 % del área agrícola total y una producción de 1,99 millones de toneladas, en su mayoría destinadas a la exportación. El segundo cultivo en términos de área es el trigo, con 238 mil hectáreas sembradas (14,9 % del total) y una producción de 776 mil toneladas. La cebada cervecera ocupó el tercer lugar en superficie, con 165 mil hectáreas (10,3 % del total) y una cosecha de 607 mil toneladas.
Otro cultivo significativo es el arroz, que en ese mismo periodo, representó un total de 140 mil hectáreas sembradas y una producción de 1,21 millones de toneladas, destinada principalmente a la exportación. El maíz también es un cultivo importante, con 117 mil hectáreas sembradas y una producción de 763 mil toneladas, utilizadas tanto para la alimentación humana y animal como para la obtención de aceite.
En la cosecha de invierno de 2023, la soja fue el cultivo más relevante con el 85,9 % del área total cosechada, seguido por el maíz (11,3 %), el sorgo (1,6 %) y el girasol (1,3 %).
La agricultura en el país implica el cultivo de la tierra, incluyendo la preparación del suelo, la plantación, el cuidado y la cosecha de los vegetales. Más del 90 % del territorio de Uruguay es apto para la producción agropecuaria, con una superficie de 16,4 millones de hectáreas destinadas a la producción de alimentos, fibras textiles y materias primas. El sector agropecuario del país se divide en dos ramas principales: la agricultura y la ganadería.
Durante los últimos 20 años, la agricultura en Uruguay ha experimentado un notable crecimiento. En la zafra agrícola del periodo 2019/20, se sembraron 1,6 millones de hectáreas de cereales y oleaginosas, abarcando tanto cultivos de invierno como de verano. Esta superficie es más del doble de la sembrada en la zafra 1998/99, que fue de 706 mil hectáreas. Los cultivos que más han contribuido a esta expansión son la soja, la cebada cervecera y el maíz.
En el sector frutícola, la producción de cítricos, incluyendo naranjas, mandarinas y limones, es la más destacada en Uruguay. Además, el país se encuentra en una zona templada que es ideal para la producción de uva y la elaboración de vinos, consolidándose como un productor importante en esta área.

## Historia

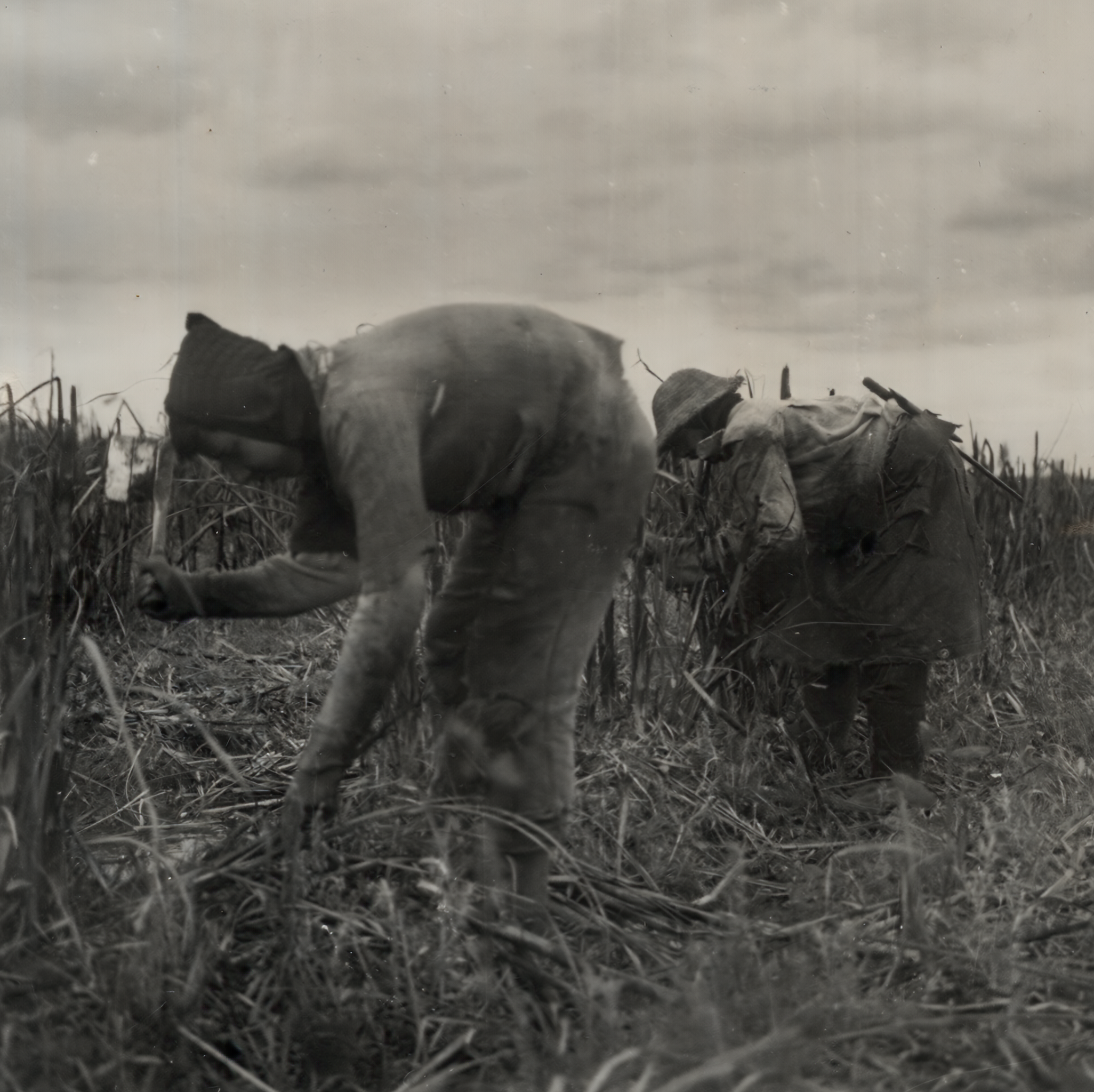
Cañeros en un establecimiento de Bella Unión, departamento de Artigas, en 1967

La historia de la agricultura en Uruguay se remonta al siglo XVII, cuando se formó un sistema agrario basado en la propiedad comunal de la tierra y el ganado, y orientado a la producción de carne para los pueblos misioneros guaraníes. A finales del siglo XIX, los cambios en la ganadería durante el período de modernización impulsaron la agricultura, y durante el batllismo se sentaron las bases para su desarrollo. En el Uruguay de los años 70, se percibía un impulso creciente de rubros como la lechería, el arroz o la citricultura. Poco después, con la expansión forestal iniciada en la década del 80 y el resurgimiento agrícola entrada la década pasada, se terminan por ajustar las características actuales del Uruguay agropecuario.

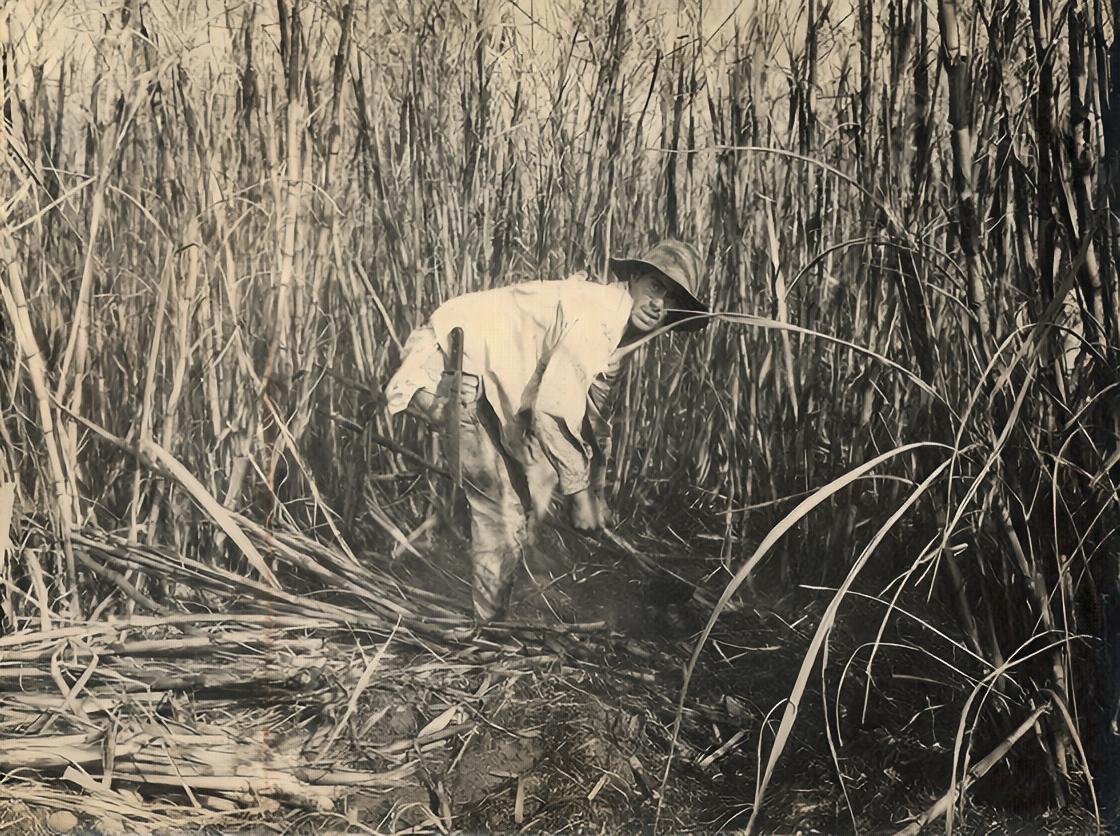
Cortador de caña cerca del arroyo Itacumbú, Cainsa, departamento de Artigas

Uruguay, similar a otros países latinoamericanos, ha desarrollado una tradición en estudios de sistemas agrarios durante el siglo XX, influenciada por economistas, sociólogos e historiadores.Históricamente el país fue dependiente de la exportación de productos primarios. La "cuestión agraria", influenciada por el pensamiento marxista, se discutió intensamente en Uruguay a partir de la posguerra, considerándola "subdesarrollada y dependiente debido a sus relaciones sociales rurales" y destacando que la importancia de la reforma de las grandes propiedades rurales es esencial para superar el subdesarrollo y la dependencia.
La narrativa construida por historiadores y economistas durante las décadas de 1960 a 1980 vinculó la concentración de la tierra desde la época colonial con el subdesarrollo contemporáneo de Uruguay.

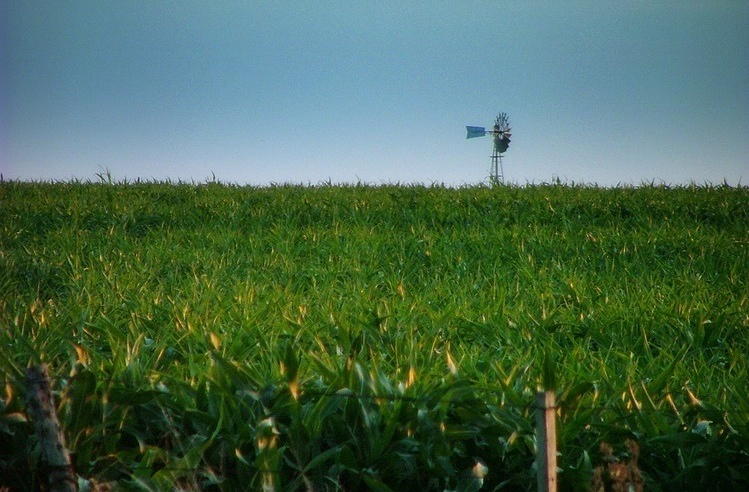
Plantaciones en Bella Unión, Artigas

### SigloXIX
La introducción del ganado por Hernando Arias de Saavedra en los albores del siglo XVII marcó el inicio de la actividad agropecuaria en el país. La región, dominada por praderas, se convirtió en un lugar ideal para la cría de ganado vacuno y equino. Durante los dos siglos posteriores, la actividad agropecuaria y ganadera en Uruguay se organizó y se convirtió en la principal fuente de riqueza de la sociedad.

### SigloXX
La economía agrícola uruguaya se caracterizó por una gran propiedad rural individual (latifundio) que fue económicamente improductiva y socialmente perniciosa. Esto llevó a conflictos sociales entre grandes terratenientes y pequeños productores. En el período 1903-1916, el reformismo batllista intentó implementar reformas agrarias, pero la clase terrateniente bloqueó estas iniciativas, lo que impidió la diversificación económica y la modernización social.
A principios del siglo XX, la producción agrícola creció, y la soja se convirtió en un cultivo importante. Sin embargo, el sector agrícola no logró sustentar el capitalismo exitoso y comprometió el desarrollo del país. Durante la segunda mitad del siglo XX, la ganadería exportadora se convirtió en el sector más importante de la economía uruguaya. La producción de carne y leche se incrementó significativamente, y la ganadería se convirtió en el principal motor económico del país.

### SigloXXI
El país ha enfocado su política en el desarrollo agrícola sustentable y amigable con el medioambiente, con una transición energética y ha implementado planes para la producción lechera sostenible. La producción agrícola en Uruguay ha diversificado, y cultivos modernos como la soja y el maíz han ganado importancia. La soja es actualmente el principal cultivo agrícola en Uruguay, con más de 900 mil hectáreas plantadas en la zafra 2019/20.
Actualmente la agricultura en Uruguay aporta más del 10 % del producto interno bruto (PIB) del país, consolidándose como la mayor fuente de divisas e incluyendo a la nación entre grandes exportadores agrícolas.

## Cultivos

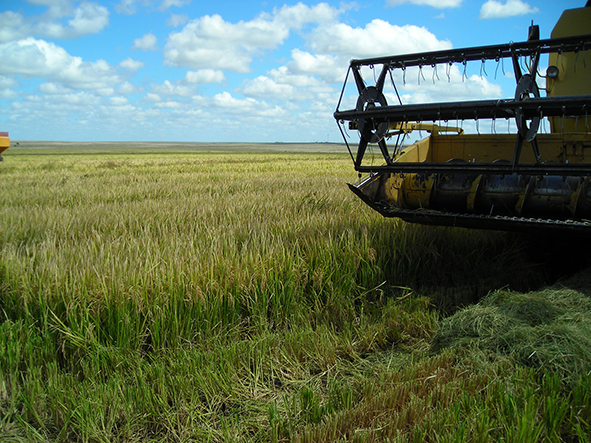
Plantaciones de arroz, con una producción anual de aproximadamente 1.3 millones de toneladas, es el segundo mayor cultivo por peso, luego de la soja

Durante la campaña agrícola 2021-2022, el área total cultivada en Uruguay experimentó un incremento del 14 % interanual. Esto llevó a que las superficies dedicadas a la agricultura alcanzaran el 94 % de su máximo histórico. El principal motor de este aumento fue el cultivo de soja, seguido por el crecimiento en la producción de colza, que duplicó su área sembrada en los últimos dos años, y la expansión de la cebada. Otros cultivos como el arroz y el maíz también contribuyeron, aunque en menor medida. En términos de empleo, el sector agroindustrial empleó aproximadamente a 210 000 personas en 2021, lo que representa el 13 % de la población ocupada del país. De este total, 80 100 empleos estaban directamente relacionados con la actividad agrícola y su industria asociada.
Otro cultivo de la agricultura del país es la caña de azúcar, que se desarrolla en predios de 156 productores, de los cuales 119 son de pequeño porte, dado que no superan las 50 hectáreas. Se emplea a 1 400 cortadores, 800 externos y 600 funcionarios de la empresa pública Alcoholes del Uruguay (ALUR). La plantación total alcanza unas 7 000 hectáreas que permiten un rendimiento de producción de 6.900 kilos cada una. La totalidad de lo obtenido es destinada a la planta de ALUR.El clima subtropical de Uruguay permite cultivar plantas tanto de zonas templadas como tropicales. La caña de azúcar, una planta tropical, se cultiva en el extremo noroeste del país, donde las temperaturas medias son cercanas a los 20º. La remolacha azucarera, una planta de clima templado, se cultiva en el sur, más fresco, con temperaturas medias de 16º a 17º.
En 2020 se obtuvo una cosecha récord, con 7 100 kilos de caña por hectárea.